# 方祺媛
方祺媛（Sprite Fang，1982年7月19日—），藝名雪碧。方祺媛號稱是「情色教主」，曾動過15次手術。

## 演出

### 電視節目（中天綜合台）
- 2016年：《小明星大跟班》（第100集嘉賓）
- 2017年：《麻辣天后傳》（第244集嘉賓）